# Arena Lublin
L'Arena Lublin est un stade de football situé dans la ville de Lublin en Pologne et où joue le club du Motor Lublin. Le stade dispose d'une capacité de 15 500 places assises.
Propriété de la ville de Lublin, il a également accueilli des matchs du KS Lublinianka et du Górnik Łęczna, et a fait partie des stades sélectionnés pour le championnat d'Europe de football espoirs 2017 et la Coupe du monde de football des moins de 20 ans 2019.

## Histoire

### Projet et construction
Après plusieurs projets de rénovation du stade municipal de Lublin imaginés par la mairie, il est décidé de construire un nouveau stade rue Krochmalna, à deux kilomètres. Les premières images du futur stade sont présentées le 18 novembre 2011, et laissent entrevoir des tribunes sur un seul niveau. La capacité de l'enceinte est fixée à un peu plus de 15 000 places.
La construction du stade commence en décembre 2012 et se termine à l'été 2014 pour un coût total d'environ 32,5 millions d'euros. Elle a été confiée à la société polonaise Budimex sur les plans du studio Lamela, déjà choisi pour la rénovation du stade Józef-Piłsudski de Cracovie entre 2009 et 2010.

### Inauguration en 2014, puis utilisation
Le 9 octobre 2014, le stade est inauguré lors du match amical opposant les équipes de Pologne et d'Italie des moins de 20 ans. Devant 13 850 spectateurs, Mariusz Stępiński marque le premier but de la rencontre et aide les siens à s'imposer deux buts à un.
Deux semaines plus tard, le 25 octobre, il devient officiellement la résidence du Motor Lublin, qui accueille pour l'occasion le KS Lublinianka dans le derby de Lublin, en quatrième division (match nul 1-1 entre les deux équipes). À partir du mois de mars 2015, l'Arena reçoit également plusieurs matchs du Lublinianka, sans toutefois les mêmes résultats d'audience,. La relégation en cinquième division du Lublinianka à l'issue de la saison 2015-2016 mettra un terme à cette cohabitation.

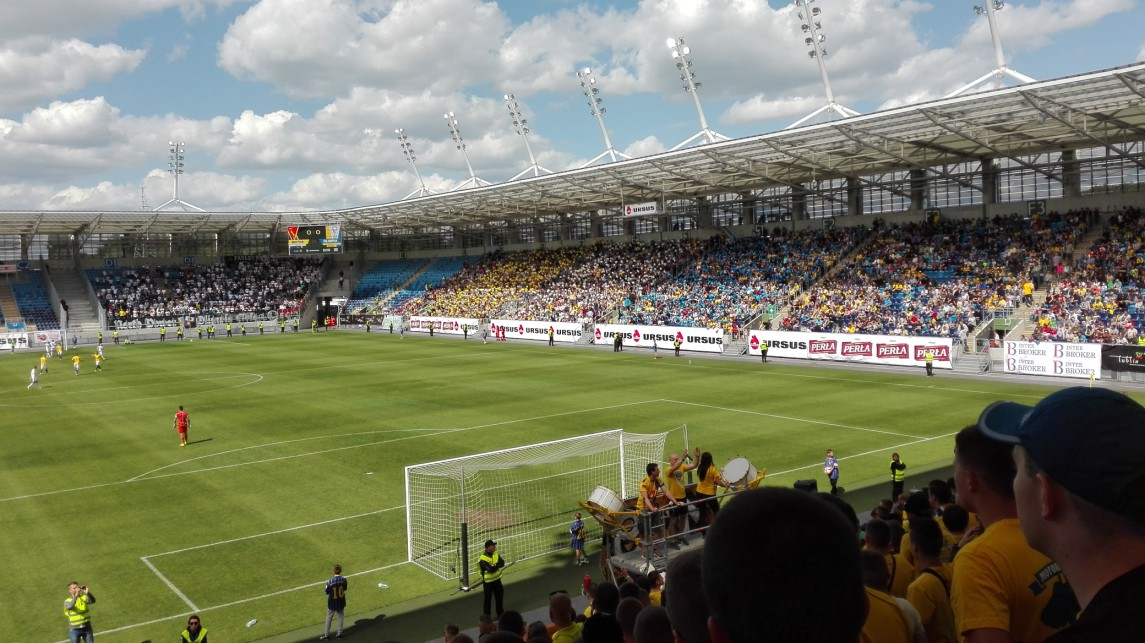
Lors du barrage d'accession à la troisième division (Motor - Elbląg), le 11 juin 2016.

Le 11 juin 2016, l'Arena connaît son record d'affluence pour un match entre clubs, avec 8 919 personnes venues assister au match aller des barrages d'accession à la troisième division entre le Motor et l'Olimpia Elbląg (défaite 0-1).
Lors de la saison 2016-2017, il accueille les rencontres d'un troisième club, le Górnik Łęczna, dont le stade habituel est jugé trop vétuste pour la première division. Le boycott des supporters du Górnik ainsi que la relégation en deuxième division, malgré quelques réussites en matière d'affluences (dont un record pour un match entre clubs, Górnik Łęczna - Legia Varsovie, qui a réuni 9 248 personnes), pousseront les dirigeants à ne pas renouveler l'expérience pour une seconde saison.
En juin 2017, il fait partie des six stades sélectionnés pour accueillir les matchs du championnat d'Europe de football espoirs. Trois rencontres du premier tour (dont deux de l'équipe de Pologne) s'y déroulent, et à cette occasion le stade enregistre son record d'affluence, le 16 juin, lors du match Pologne - Slovaquie (14 911 spectateurs, total le plus élevé de cette édition de la compétition, pour une défaite des hôtes deux buts à un).
De mai à juin 2019, le stade reçoit les équipes de la Coupe du monde de football des moins de 20 ans lors de neuf confrontations. Il est notamment l'hôte de la demi-finale Équateur - Corée du Sud, conclue sur le score d'un but à zéro en faveur des Coréens.
En 2020, le stade est choisi comme solution de repli pour accueillir la finale de la Coupe de Pologne 2019-2020 en raison de la pandémie de Covid-19,.